# Benzonia
Benzonia là một chi thực vật có hoa trong họ Thiến thảo (Rubiaceae).

## Loài
Chi Benzonia gồm các loài: